# Makina Kimya Endüstrisi Ankaragücü Spor Kulübü
O Makina Kimya Endüstrisi Ankaragücü Spor Kulübü (mais conhecido por MKE Ankaragücü ou simplesmente Ankaragücü) é um clube de futebol turco, sediado na cidade de Ancara, capital da Turquia, fundado em 31 de agosto de 1910. Atualmente disputa a Segunda Divisão Turca.
Apesar da principal modalidade do clube ser o futebol, o Ankaragücü é um clube multidesportivo, atuando também nas modalidades de ciclismo, taekwondo e voleibol. As cores de seu uniforme são o amarelo e o azul marinho.
Desde 2019, manda seus jogos no recém-construído Estádio de Eryaman, com capacidade para 20,560 espectadores, após a demolição do antigo Estádio 19 de Maio de Ancara, que tinha capacidade para receber até 19,209 espectadores.

## História
Os maiores sucessos nacionais e regionais do clube foram os títulos do Campeonato Turco de Futebol Amador de 1949, 2 Copas da Turquia conquistadas nas temporadas de 1971–72 (venceu na final o Altayspor pelo placar agregado de 3–0) e 1980–81 (venceu na final o poderoso Galatasaray pelo placar agregado de 4–2) e também 1 Supercopa da Turquia em 1981, batendo o Trabzonspor por 1–0.
Regionalmente, o clube ganhou 7 títulos da Liga de Futebol de Ancara. Seu principal rival é o vizinho Gençlerbirliği, com quem disputa o Derby de Ancara.

## Títulos

### Competições Oficiais
- Copa da Turquia (2): 1971–72 e 1980–81

- Supercopa de Turquia (1): 1981

- Segunda Divisão Turca (3): 1968–69, 1976–77 e 2021–22[3]

### Competição Regional
- Liga de Futebol de Ancara (7): 1923–24, 1935–36, 1936–37, 1948–49, 1951–52, 1955–56 e 1956–57

### Outras Competições
- Campeonato Turco Amador (1): 1949

- Taça do Primeiro–Ministro (2): 1968–69 e 1990–91

### Campanhas de Destaque
- Vice–Campeonato da Copa da Turquia (3): 1972–73, 1981–82 e 1990–91
- Vice–Campeonato da Supercopa da Turquia (1): 1972
- Vice–Campeonato da Liga de Futebol de Ancara (4): 1938–39, 1943–44, 1954–55 e 1958–59

## Uniformes

### Uniformes atuais
| Primeiro Uniforme | Segundo Uniforme | Terceiro Uniforme | Quarto Uniforme |